# Tràfic d'influències
El tràfic d'influències és una pràctica il·legal, consistent en utilitzar la influència personal en àmbits de govern o connexions amb persones que exerceixin autoritat per obtenir favors o tractament preferencial, sovint això passa a canvi d'un pagament en diners o espècie. Tanmateix, la naturalesa il·legal del tràfic d'influències és relativa: l'OECD ha utilitzat sovint l'expressió "tràfic indegut d'influències" per referir-se a actes il·legals de lobbying.
El tràfic d'influències està penat a: França, Espanya, Portugal, Bèlgica, Brasil, Argentina, Romania, Cuba i Veneçuela.

## Exemples
- El desembre de 2008, l'actual governador d'Illinois, Rod Blagojevich va ser acusat de tràfic d'influències en l'intent de vendre l'escó del Senat deixat vacant pel president electe Barack Obama.[3]

- El 2012, el vicepresident de l'Argentina, Amado Boudou, va ser acusat de ser un mer amo de palla de la impremta Ciccone Calcográfica, una empresa privada que té contractes per imprimir 120 milions de pesos argentins en bitllets, plaques de matrícula i altres assumptes del govern. Els contractes foren atorgats pel mateix Boudou quan era ministre d'Economia de l'Argentina.[4]